# Ryszard Siwiec
Ryszard Siwiec (Dębica, 7 marzo 1909 – Varsavia, 12 settembre 1968) è stato un patriota polacco divenuto simbolo della resistenza anti-sovietica del suo Paese.

## Biografia

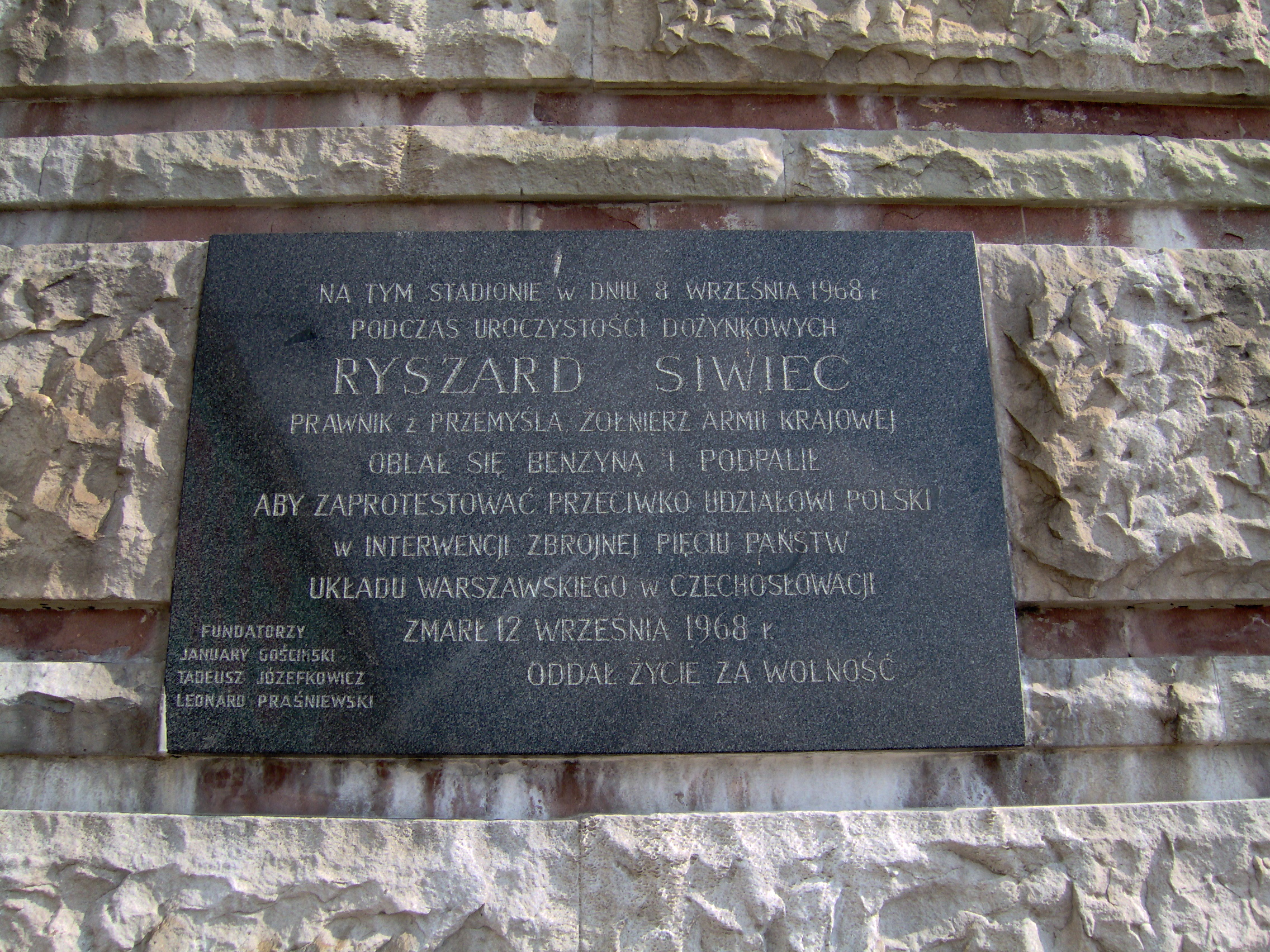
Targa dedicata a Ryszard Siwiec nello Stadio di Varsavia

Ryszard Siwiec nacque il 7 marzo 1909 a Dębica, in Galizia, allora parte dell'Impero austro-ungarico. All’inizio degli anni Venti la famiglia si trasferì a Leopoli (all'epoca parte della Polonia), dove Ryszard, terminato il liceo, studiò economia all'Università Giovanni Casimiro.
Successivamente trovò impiego in una ditta di Przemyśl (città a circa 100 km ad ovest di Leopoli). Perse il lavoro a causa dello scoppio della Seconda guerra mondiale. Prese parte alla Resistenza polacca. Nel 1945 si sposò; ebbe con la moglie Maria cinque figli. Successivamente divenne coproprietario di una ditta di prodotti alimentari (vino e miele).
Nel marzo 1968 sostenne i giovani polacchi durante la crisi politica che attraversò il Paese. Fu colpito dalle proteste studentesche a Praga a dalla violenta repressione che ne conseguì. Nell'aprile dello stesso anno scrisse il proprio testamento (la famiglia lo ricevette per posta solo dopo la sua morte). La decisione definitiva di auto-immolarsi avvenne dopo l’occupazione militare della Cecoslovacchia, nell’agosto del 1968, a cui partecipò anche l’esercito polacco. Preparò meticolosamente il suo atto di protesta radicale. Registrò un messaggio su nastro magnetico in cui accusò l'Unione Sovietica di imperialismo e di tentare di scatenare una nuova guerra mondiale.
L‘8 settembre era un giorno festivo in Polonia: si celebrava la Festa delle messi. Le più alte cariche del Partito comunista polacco e dello Stato si erano recate allo Stadio di Varsavia per i festeggiamenti ufficiali. Quel giorno Siwiec entrò nello stadio e, davanti a centomila persone, si cosparse di solvente e si dette fuoco per protestare contro la partecipazione delle truppe polacche alla repressione violenta della Primavera di Praga.
Appena le fiamme vennero spente intervenne la polizia che lo arrestò. Riportò ustioni sull'80% del corpo. Morì dopo quattro giorni in ospedale.
In Occidente la notizia non fu divulgata. La redazione polacca di Radio Free Europe ricevette la notizia dopo qualche giorno, ma la direzione non considerò la notizia attendibile. Solo nel marzo 1969, dopo l’auto-immolazione di Jan Palach, fu trasmessa la notizia del sacrificio di Siwiec a Varsavia.
Il gesto di Siwiec fu ripreso dalle telecamere della polizia politica e fu tenuto segreto. Il filmato fu scoperto e reso pubblico nel 2003.

## Intitolazioni
- A Varsavia, Přemyšl e Dębice furono murate lastre commemorative.
- A Přemyšl, dove Siwiec visse, gli è stato dedicato un ponte. Nel 2009 la stessa città ha intitolato a Siwiec la via in cui ha sede l’Istituto per lo studio dei regimi totalitari. Infine nel 2010 fu inaugurato anche un monumento a lui dedicato.

## Nelle arti
Il regista polacco Maciej J. Drygas riuscì a raccogliere alcune testimonianze di testimoni oculari e intervistò membri della famiglia di Siwiec. Ottenne anche i documenti d’archivio dell’indagine originaria; inoltre scoprì una registrazione video della durata di sette secondi di Siwiec in fiamme. Nel 1991 girò il documentario Usłyszcie mój krzyk (“Ascoltate il mio grido”) e ideò il programma radiofonico Testament (“Il testamento”).